# Tugstsogt Nyambayar
Tugstsogt Nyambayar (nacido el 23 de junio de 1992) es un boxeador profesional mongol. Ganó el peso pluma de la IBO en 2019 y desafió por el título de peso pluma del WBC en febrero de 2020. Como aficionado, ganó medallas de plata en el Campeonato Mundial de 2009 y en los Juegos Olímpicos de Londres 2012. A partir de junio de 2020, está clasificado como el séptimo mejor peso pluma activo del mundo por The Ring y la Transnational Boxing Rankings Board.

## Carrera amateur
Como aficionado de diecisiete años, ganó la medalla de plata en el Campeonato Mundial de Boxeo Amateur de 2009. A los veinte años ganó la medalla de plata en los Juegos Olímpicos de Londres 2012, perdiendo ante el boxeador cubano Robeisy Ramírez por 14:17 en la final.

## Carrera profesional
En 2015, firmó con el manager Al Haymon e hizo su debut en el boxeo profesional en marzo de ese año. Es entrenado por John Pullman en el Pullmans Boxing Gym en Northridge, California.

## Récord profesional
| 13 Ganadas (9 knockouts, 3 decisiones), 1 Perdida, 0 Empates |        |                      |      |               |                          |                                                            |                                                  |
| Res.                                                         | Record | Oponente             | Tipo | Rd., Tiempo   | Fecha                    | Lugar                                                      | Notas                                            |
| G                                                            | 12–1   | Cobia Breedy         | SD   | 12            | 19 de septiembre de 2020 | Mohegan Sun Arena, Uncasville, Connecticut, EE. UU.        |                                                  |
| D                                                            | 11–1   | Gary Russell Jr.     | UD   | 12            | 8 de febrero de 2020     | PPL Center, Allentown, Pensilvania, EE. UU.                | Por el título vacante de la WBC del peso pluma.  |
| G                                                            | 11–0   | Claudio Marrero      | UD   | 12            | 26 de enero de 2019      | Barclays Center, Nueva York, Nueva York, EE. UU.           | Gana el título mundial de la IBO del peso pluma. |
| G                                                            | 10–0   | Óscar Escandón       | TKO  | 3 (10), 1:18  | 26 de mayo de 2018       | Beau Rivage Resort and Casino, Biloxi, Misisipi, EE. UU.   |                                                  |
| G                                                            | 9–0    | Harmonito Dela Torre | UD   | 8             | 18 de noviembre de 2017  | Cosmopolitan of Las Vegas, Las Vegas, Nevada, EE. UU.      |                                                  |
| G                                                            | 8–0    | Jhon Gemino          | TKO  | 10 (10), 1:05 | 25 de febrero de 2017    | Legacy Arena, Birmingham, Alabama, EE. UU.                 |                                                  |
| G                                                            | 7–0    | German Meraz         | RTD  | 5 (8), 3:00   | 8 de diciembre de 2016   | Orange County Fairgrounds, Costa Mesa, California, EE. UU. |                                                  |
| G                                                            | 6–0    | Rafael Vazquez       | TKO  | 1 (10), 1:24  | 15 de julio de 2016      | Horseshoe Casino, Tunica, Misisipi, EE. UU.                |                                                  |
| G                                                            | 5–0    | Juan Ruiz            | RTD  | 4 (6), 3:00   | 5 de mayo de 2016        | Irvine, California, EE. UU.                                |                                                  |
| G                                                            | 4–0    | Pedro Melo           | KO   | 2 (8), 1:44   | 3 de diciembre de 2015   | The Hangar, Costa Mesa, California, EE. UU.                |                                                  |
| G                                                            | 3–0    | Arturo Badillo       | RTD  | 3 (8), 3:00   | 27 de agosto de 2015     | The Hangar, Costa Mesa, California, EE. UU.                |                                                  |
| G                                                            | 2–0    | Manuel Rubalcava     | KO   | 1 (4), 1:38   | 18 de abril de 2015      | StubHub Center , Carson , California , EE. UU.             |                                                  |
| G                                                            | 1–0    | Gabriel Braxton      | KO   | 1 (4), 2:10   | 13 de marzo de 2015      | Citizens Business Bank Arena, Ontario, California, EE. UU. |                                                  |